# Algerijnse presidentsverkiezingen 2009
Op 9 april 2009 werden in Algerije presidentsverkiezingen gehouden.

## Verwijderen van beperkte termijnen
De regering maakte op 3 november 2008 bekend dat er constitutionele veranderingen zouden komen. De limiet op het aantal termijnen voor het presidentschap (twee) werd verwijderd, waardoor president Abdelaziz Bouteflika voor de derde keer kon meedoen aan de verkiezingen. Het parlement keurde de voorstellen op 12 november 2008 goed; alleen de oppositiepartij RCD stemde tegen.

## Kandidaten
Dertien kandidaten hadden zich ingeschreven voor de verkiezingen, maar slechts zes werden goedgekeurd:
- Abdelaziz Bouteflika: huidige president, gesteund door een coalitie van Front de Libération Nationale (FLN) en Rassemblement National Démocratique
- Louisa Hanoune: kandidaat namens de trotskistische Arbeiderspartij (PT)
- Moussa Touati: kandidaat namens het Algerijnse Nationale Front (FNA)
- Mohammed Said: onafhankelijke kandidaat van de Partij van Rechtvaardigheid en Vrijheid
- Djahid Younsi: kandidaat namens de Beweging voor Nationale Hervormingen
- Ali Fawzi Rebaine: kandidaat namens Ahd 54

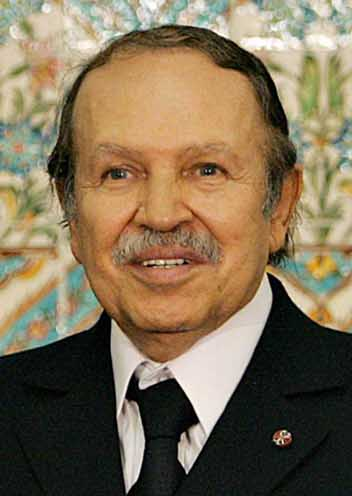
Abdelaziz Bouteflika (FLN)

Er waren geruchten dat de voormalige president Liamine Zéroual zich kandidaat zou stellen, maar op 14 januari 2009 deelde hij mee dat hij zich niet kandidaat zou stellen. Tegelijkertijd zei hij ook dat het niet in het belang van de democratie is dat president Bouteflika voor een derde termijn zou strijden.
De president van de oppositiepartij RCD, Saïd Sadi, verklaarde op 15 januari 2009 dat zijn partij niet mee zou doen aan de verkiezingen, die volgens hem een "zielig en gevaarlijk circus" zal worden, omdat deelname "gelijk zou staan aan het participeren in een operatie van nationale vernedering".
Op 12 februari 2009 verklaaerde Bouteflika dat hij weer zou meedoen, als onafhankelijke kandidaat, tijdens een bijeenkomst in Algiers. Op 23 februari schreef hij zich officieel in als kandidaat, vlak voor de einddatum voor de inschrijvingen.

## Resultaten
| Kandidaat                | Partij                                  | Stemmen    | %     |
| ------------------------ | --------------------------------------- | ---------- | ----- |
| Abdelaziz Bouteflika     | FLN                                     | 12.911.705 | 90,24 |
| Louisa Hanoune           | Arbeiderspartij                         | 604.258    | 4,22  |
| Moussa Touati            | Algerijnse Nationale Front              | 330.570    | 2,31  |
| Djahid Younsi            | Beweging voor Nationale Hervormingen    | 176.674    | 1,37  |
| Ali Fawzi Rebaine        | Ahd 54                                  | 133.129    | 0,93  |
| Mohammed Said            | Partij van Rechtvaardigheid en Vrijheid | 132.242    | 0,92  |
| Ongeldige stemmen        |                                         | 1.042.727  | 7,25  |
| Totaal (Opkomst: 74.54%) |                                         | 15.351.305 |       |

Nadat de resultaten naar buiten kwamen, riep Bouteflika de overwinning uit. Hij beloofde de komende vijf jaar 150 miljard dollar (112,8 miljard euro) te investeren in de economie en drie miljoen nieuwe banen te creëren. In Algerije heerst op dit moment namelijk hoge werkloosheid, woningnood en corruptie. Hij noemde zijn herverkiezing "een lesje in democratie". De oppositie en onafhankelijke media zeiden echter dat er fraude was gepleegd. "Er was veel fraude", zei een campagnemanager van Louisa Hanoune, een van Bouteflika's tegenstanders bij de verkiezingen. "Ik ben verbijsterd over de opmerkingen van Zerhouni", zei een andere uitdager. Zerhouni, minister van Binnenlandse Zaken, zei dat er slechts enkele gevallen van onregelmatigheden zijn gemeld, maar dat die geen invloed hebben op de uiteindelijke uitslag. De oppositie vond dat ze onvoldoende middelen ter beschikking had om serieus campagne te voeren. Ook was de oppositie boos dat de politie voortdurend haar bijeenkomsten verbood of in het honderd liet lopen.